# Hermann Muller
Hermann Joseph Muller (Nova Iorque, 21 de dezembro de 1890 — Indianápolis, 5 de abril de 1967) foi um geneticista estadunidense. Foi agraciado com o Nobel de Fisiologia ou Medicina de 1946, por demonstrar que os raios X aceleram ou mesmo desencadeiam mutações genéticas.

## Biografia
Muller estudou na Universidade de Colúmbia sob a coordenação de Thomas Hunt Morgan. Publicou estudos sobre o processo de recombinação genética. Em 1920 ensinou na Universidade do Texas, e depois foi eleito para a Academia de Ciências estado-unidense. Teve um colapso nervoso causado por problemas pessoais.
Muller alertou para os perigos a longo prazo de precipitação radioativa da guerra nuclear e dos testes nucleares, o que resultou em um maior escrutínio público dessas práticas.
Muller foi o primeiro a alertar a sociedade para a ameaça das radiações.

## Publicações
- Herman Joseph Muller,  Modern Concept of Nature (SUNY Press, 1973). ISBN 0-87395-096-8.
- Herman Joseph Muller, Man's Future Birthright (SUNY Press, 1973). ISBN 0-87395-097-6.
- Herman Joseph Muller, Out of the Night: A Biologist's View of the Future (Vanguard Press, 1935).
- Herman Joseph Muller, Studies in Genetics: The Selected Papers of H. J. Muller (Indiana University Press, 1962).